# Trstín
Trstín es un municipio del distrito de Trnava en la región de Trnava, Eslovaquia, con una población estimada a final del año 2024 de 1369 habitantes.
Se encuentra ubicado en el centro de la región, cerca del río Váh (cuenca hidrográfica del Danubio) y de la frontera con la región de Bratislava.

## Demografía
| Año        | 1994 | 2004    | 2014    | 2024    |
| ---------- | ---- | ------- | ------- | ------- |
| Población  | 1278 | 1313    | 1416    | 1369    |
| Diferencia |      | +2,73 % | +7,84 % | −3,31 % |

| Año        | 2023 | 2024    |
| ---------- | ---- | ------- |
| Población  | 1372 | 1369    |
| Diferencia |      | −0,21 % |